# Glossario di maglieria
Raccoglie i termini inerenti alla lavorazione a maglia e agli strumenti inerenti.

## A
Accavallarepassare una maglia dal ferro sinistro a quello destro, lavorare la maglia seguente e con il ferro sinistro entrare nella maglia passata e, con un movimento da destra a sinistra, farla passare sopra la maglia seguente. Al posto di due maglie rimarrà una sola maglia.
Aumentareaggiungere una o più maglie al lavoro.
Avviarepartire con il ferro di inizio formando le singole maglie.

## B
Brandamagliaè uno strumento per l'intreccio a maglia in forma circolare.

## C
Caterinetta o tricottinoè un piccolo attrezzo utilizzato nei lavori a maglia per creare delle cordelle tubolari

## D
Diminuirediminuire una o più maglie al lavoro.

## F
Ferriattrezzi utilizzati per realizzare lavori a maglia.

## G
Gettareavvolgere il filo intorno al ferro destro in senso antiorario prima di lavorare una maglia.

## I
Indemagliabilitàè una caratteristica dei tessuti, eseguiti su telai per la maglieria in catena, che non permettono ai fili utilizzati, a seguito di una rottura, di perdere la maglia (smagliarsi) con la conseguenza del disfacimento del tessuto.
Intrecciaremettere alcuni punti sul ferro ausiliario e lavorarli successivamente alle maglie che seguono.

## J
Jerseynon è propriamente un tessuto, cioè realizzato a telaio con trama e ordito, ma una stoffa realizzata a maglia rasata; il nome si riferisce alla gran parte dei prodotti della maglieria industriale.

## M
Maglial'asola che si trova sul ferro.
Maglia d'iniziola prima maglia di ogni ferro.
Maglia doppiamaglia lavorata assieme a quella immediatamente sotto di essa.
Maglia ritortamaglia lavorata prendendola da dietro.
Maglificiostabilimento per la fabbricazione di tessuti a maglia.

## P
Passaretrasferire una maglia dal ferro sinistro al ferro destro senza lavorarla.
Punti base della lavorazione a magliasono cinque e si chiamano in questo modo perché senza questi punti non si può intraprendere nessun lavoro a maglia.
Punto riso o grana di risoè un particolare punto della lavorazione a maglia.

## R
Riprenderelavorare le maglie lasciate in sospeso o riprendere i punti sul ferro per lavorare un collo o un bordo.

## V
Vivagnola prima e l'ultima maglia di ciascun ferro